# Mirosław Witkowski
Mirosław Stanisław Witkowski (ur. 24 marca 1955 w Gryfinie) – polski działacz związkowy i wolnościowy związany z podziemnymi wydawnictwami drugiego i trzeciego obiegu. Absolwent Wydziału Filozofii Uniwersytetu Szczecińskiego (2000).

## Działalność podziemna 1977–1989
Działalność opozycyjną zaczął w 1977 roku od współpracy z Komitetem Samoobrony Społecznej „KOR”. W latach 1978–1980 współpracował z niezależnymi pismami: Robotnik (dwutygodnik KOR) oraz „Biuletyn Informacyjny KSS „KOR”, był redaktorem pisma „Robotnik Szczeciński”. W 1979 roku był członkiem Komitetu Założycielskiego Wolnych Związków Zawodowych (WZZ) Pomorza Zachodniego.
W latach 1980–1994 był członkiem i działaczem „Solidarności”. Od 13 grudnia 1981 do 23 grudnia 1982 internowany był w Zakładzie Karnym w Goleniowie, ZK w Wierzchowo (powiat drawski) oraz w Ośrodku Odosobnienia dla Osób Internowanych w Strzebielinku, gdzie internowany był także Lech Kaczyński. W latach 1982–1989 kolportował i pisał w wydawnictwach podziemnych drugiego i trzeciego obiegu. Od 1985 był działaczem Ruchu Wolność i Pokój, uczestniczył w głodówce protestacyjnej w obronie Marka Adamkiewicza w kościele św. Krzysztofa w Podkowie Leśnej. Uczestnik spotkań ze środowiskiem Karty 77.

## Kontrkultura
Był współzałożycielem i wydawcą szczecińskiego Skafandra, należącego do pierwszej fali polskich art zinów, od 1986 roku ukazującego się w trzecim obiegu, a po 1989 wydawanego legalnie jako część fanzinu Garaż do roku 2002.
Swoją działalność literacką wpisywał w kulturę alternatywną, pojmowaną jako tę, która kreuje, a nie konsumuje już wykreowane, w przeciwieństwie to tradycyjnej kultury. Kreuje przy pomocy obecnej w każdym numerze pisma perwersji, będącej sposobem do wydobycia najbardziej fajnego, twórczego wnętrza.

## Działalność społeczna po 1989
W 1989 roku Młodzieżowa Agencja Wydawnicza RSW „Ruch” wydała jego tomik wierszy Śmieszny jest ten strach (ISBN 83-203-2991-4), z którego utwory zostały wykorzystane przez punkowy zespół Bruno Wątpliwy.
Od 1990 do 1994 roku był redaktorem pierwszej gazety wydawanej przez NSZZ „Solidarność”; tygodnika „Jedność”. W 1991 współorganizował pierwsze komercyjne radio w Szczecinie – Radio AS. W roku 1993 organizował i został pierwszym dyrektorem Radia ABC w Szczecinie. Od 1995 do listopada 2003 roku był redaktorem wydawanego przez Zamek Książąt Pomorskich Szczecińskiego Przeglądu Aktualności Kulturalnych.

## Odznaczenia
- Krzyż Oficerski Orderu Odrodzenia Polski – 2006[10][1]
- Krzyż Wolności i Solidarności – 2015[11][12]